# Francis E. Warren
Francis Emroy Warren, né le 20 juin 1844 à Hinsdale et mort le 24 novembre 1929 à Washington, D.C., est un homme politique américain, membre du Parti républicain. Il est le premier gouverneur de l'État du Wyoming en 1890 et sénateur fédéral pour le même État de 1890 à 1893 et de 1895 à sa mort.

## Biographie
Soldat de l'armée de l'Union pendant la guerre de Sécession, il est décoré de la Medal of Honor à l'âge de dix-neuf ans.
En 1868, il s'installe dans la ville de Cheyenne au Wyoming où il mène une double carrière d'entrepreneur et d'homme politique. 
Il est notamment membre du Sénat du Wyoming et maire de Cheyenne en 1885. La même année, il est nommé gouverneur du territoire du Wyoming par le président Chester Arthur et demeure en fonction jusqu'en novembre 1886. Il est nommé de nouveau à cette fonction en mars 1889 par le président Benjamin Harrison. Après l'admission du Wyoming comme 44e État des États-Unis, il est élu gouverneur en octobre 1890. Un mois plus tard, il démissionne après avoir été élu sénateur du nouvel État et siège au Sénat américain de novembre 1890 à janvier 1893 et de nouveau du 4 mars 1895 à sa mort. 
Sa fille, Helen Warren, va épouser en 1905 John Pershing, lequel va être nommé général de brigade en 1906. Cette promotion fera naître une polémique du fait que le président Theodore Roosevelt avait assisté à son mariage. Helen Warren et ses trois jeunes filles devaient décéder dans l'incendie de leur domicile en 1915.

## Hommages
La base aérienne Francis E. Warren a été nommée en son honneur.